# 桑原一司
桑原 一司（くわばら かずし、1949年 - ）は、日本の民間学者。新日本ガラパゴス協会会長。元広島市安佐動物公園副園長。JAZA種保存委員会爬虫両生類類別調整者。日本オオサンショウウオの会会長。瑞穂ハンザケ自然館館長。アンフィビアン・アーク日本代表理事。愛媛県松山市出身。

## 経歴
子供の頃より自然に親しんでおり、「愛媛県立博物館に育てられた」と後に綴っている。
愛媛大学理学部生物学科卒、熊本大学大学院理学研究科修士、広島大学大学院国際協力研究科博士。
1974年より広島市安佐動物公園に勤務。その傍ら、里山の動植物の観察や研究を続けてきた。
2009年より広島市安佐動物公園副園長。2024年7月より瑞穂ハンザケ自然館館長に就任。

## 人物
趣味は自然の研究、カメラ、園芸、美術鑑賞など多くある。

## 著書
- 『日本のいきものビジュアルガイド はっけん！ オオサンショウウオ』緑書房、2021年07月28日 ISBN 9784895317511